# Neocolobopterus spangleri
Neocolobopterus spangleri är en skalbaggsart som beskrevs av Dellacasa 1990. Neocolobopterus spangleri ingår i släktet Neocolobopterus och familjen Aphodiidae. Inga underarter finns listade i Catalogue of Life.